# Сведзебня (гмина)
Сведзебня (пол. Świedziebnia) — сельская гмина (волость) в Польше, входит как административная единица в Бродницкий повет, Куявско-Поморское воеводство. Население 5172 человека (на 2004 год).

## Сельские округа
1. Хлебово
2. Дзежно
3. Гранаты
4. Гжембы
5. Яново
6. Клусьно
7. Ксенте
8. Мелно
9. Михалки
10. Нова-Рокитница
11. Окалевко
12. Рокитница-Весь
13. Старе-Засады
14. Сведзебня
15. Засадки
16. Здуны

## Прочие поселения
1. Бельки
2. Бродничка
3. Брыньска
4. Будки-Яновске
5. Цишин
6. Домброва
7. Фираны
8. Глинки
9. Котовница
10. Кшивда
11. Млыньска
12. Немецка-Колёня
13. Немоево
14. Нове-Засады
15. Оборчиска
16. Острув
17. Озорково
18. Плебанка
19. Под-Бродничкен
20. Под-Здуны
21. Стара-Весь
22. Шарлаты
23. Забудзе

## Соседние гмины
1. Гмина Бартничка
2. Гмина Бродница
3. Гмина Гужно
4. Гмина Любовидз
5. Гмина Осек
6. Гмина Рыпин
7. Гмина Скрвильно